# A Sense of Purpose
A Sense Of Purpose je deveti album skupine In Flames. V Evropi je izšel 4. aprila 2008. Album v celoti govori o žalosti, obupu in borbi za "zmago". V albumu kot maskota nastopa oseba z glavo ptiča. 

## Pesmi na albumu
| Št.             | Naslov                 | Dolžina |
| --------------- | ---------------------- | ------- |
| 1.              | „The mirror's truth‟   | 3:01    |
| 2.              | „Disconnected‟         | 3:38    |
| 3.              | „Sleepless again‟      | 4:11    |
| 4.              | „Alias‟                | 4:51    |
| 5.              | „I'm the highway‟      | 3:43    |
| 6.              | „Delight and angers‟   | 3:40    |
| 7.              | „Move through me‟      | 3:07    |
| 8.              | „The chosen pessimist‟ | 8:15    |
| 9.              | „Sober and irrelevant‟ | 3:24    |
| 10.             | „Condemned‟            | 3:36    |
| 11.             | „Drenched in fear‟     | 3:31    |
| 12.             | „March to the shore‟   | 3:29    |
| Skupna dolžina: | Skupna dolžina:        | 48:26   |

| Dodatki na japonski izdaji | Dodatki na japonski izdaji | Dodatki na japonski izdaji |
| Št.                        | Naslov                     | Dolžina                    |
| -------------------------- | -------------------------- | -------------------------- |
| 13.                        | „Eraser‟                   | 3:21                       |
| 14.                        | „Tilt‟                     | 3:48                       |
| 15.                        | „Abnegation‟               | 3:43                       |
| Skupna dolžina:            | Skupna dolžina:            | 59:18                      |